# Луговой, Георгий Иванович
Луговой, Георгий Иванович (27 апреля 1900, Санкт-Петербург, Российская Империя, СССР — 29 июня 2001, Санкт-Петербург, Россия) — старейший фотограф Санкт-Петербурга и, по мнению газеты «Известия», самый старый фотожурналист в мире. В годы Великой Отечественной войны — фотокорреспондент дивизионной газеты «За Родину!». Он родился в последний год XIX столетия, прожил весь двадцатый век и умер в первый год третьего тысячелетия. Георгий Луговой зафиксировал на фотокамеру важнейшие события XX века, включая парад Красной Армии 23 февраля 1919 года на Дворцовой площади Петрограда и оборону Ленинграда в период Великой Отечественной войны. Он фотографировал Климента Ворошилова, Сергея Кирова, Никиту Хрущева, Юрия Гагарина, Раджа Капура, Имму Сумак, Ива Монтана, Алексея Маресьева, Алексея Стаханова. В 1999 году по решению Союза журналистов Санкт-Петербурга и Ленинградской области был отмечен специальным призом «Золотое перо» в номинации «Фотолетописец века».

## Биография
Родился 27 апреля 1900 года в семье петербургского купца Ивана Лугового, державшего пять галантерейных магазинов. Семья жила в пятикомнатной квартире над своим центральным магазином на углу Невского проспекта и площади Восстания. В 1910 году отец подарил Георгию фотоаппарат «Кодак», с которого началась его фотографическая биография.
После революции работал дезинфектором в петроградских ночлежках и тюрьмах. Скрыв своё непролетарское происхождение, поступил в кинофототехникум, после окончания которого работал в агентствах УНИОН-ФОТО и ПРЕСС-КЛИШЕ-ФОТО — предвестниках ТАСС. Об этом времени Луговой вспоминал как о самом сложном для фотографа:

«Особенно сложно было снимать в первые годы работы репортером. Фотопластинки очень низкочувствительные. А посему в арсенале помимо „Фотокора“ ещё и громоздкий штатив и чёрная накидка, чтобы резкость по матовому стеклу навести. Вот и попробуй с этой архисложной конструкцией репортаж сделать. Сергей Миронович или Климент Ефремович ждать не будут. И никаких вспышек…»
В 1942 году, несмотря на свой непризывной возраст, добился призыва на фронт. Был фотографом дивизионной газеты «За Родину!» 85-й Краснознаменной стрелковой Павловской дивизии. Во время блокады доставал фотоматериалы, обменивая их на хлеб. Изготовление фотографий происходило под строжайшим контролем работников Особого отдела, после выполнения очередного редакционного задания негатив конфисковывался.
24 февраля 1945 года при поддержке группы бойцов проник в расположение 141 стрелкового полка, находившегося «в сложных боевых условиях», и сфотографировал бойцов, принятых в ряды ВКП(б), после чего благополучно вернулся обратно. За этот подвиг награждён медалью «За отвагу»..
Был также награждён медалью «За оборону Ленинграда» и «За боевые заслуги».
Оставил устные воспоминания о беспрецедентном факте добровольной сдачи в плен 122-й пехотной дивизии Вермахта, разагитированной двумя парламентерами 141 стрелкового полка Красной армии, за несколько дней до подписания Акта о капитуляции Германии.
После войны 20 лет работал фотокорреспондентом в молодёжной газете «Смена», а после выхода на пенсию ещё столько же сотрудничал с этим изданием как внештатный автор. Фотографировал до самого преклонного возраста, пока не стали дрожать руки.
Всю жизнь после революции прожил в ленинградской коммунальной квартире. До последних дней имел феноменальную память: о любом событии или факте вспоминал с мельчайшими подробностями: где снимал, чем, на какую камеру и даже какую диафрагму и выдержку использовал.
Умер 29 июня 2001 года в Санкт-Петербурге.

## Творческое наследие
Негативы Лугового хранятся в Центральном государственном архиве кинофотофонодокументов Санкт-Петербурга, музее истории Санкт-Петербурга и Государственном музее политической истории России (особняк Кшесинской).
Луговой оставил несколько толстых тетрадей своих мемуаров, которые ждут своего издателя.